# آیرا
آیرا (به اسپانیایی: Ayora) یک پایتخت در اسپانیا است که در Valle de Cofrentes واقع شده‌است.

## خصوصیات
آیرا ۴۴۶٫۶ کیلومترمربع مساحت و ۵٬۵۰۷ نفر جمعیت دارد و ۶۴۱ متر بالاتر از سطح دریا واقع شده‌است.